# Barranc de Peranera
El barranc de Peranera és un barranc afluent del barranc de Malpàs. Neix dins de l'antic terme de Malpàs i discorre totalment per aquest antic terme, des del 1970 tots dos del municipi del Pont de Suert, de l'Alta Ribagorça.

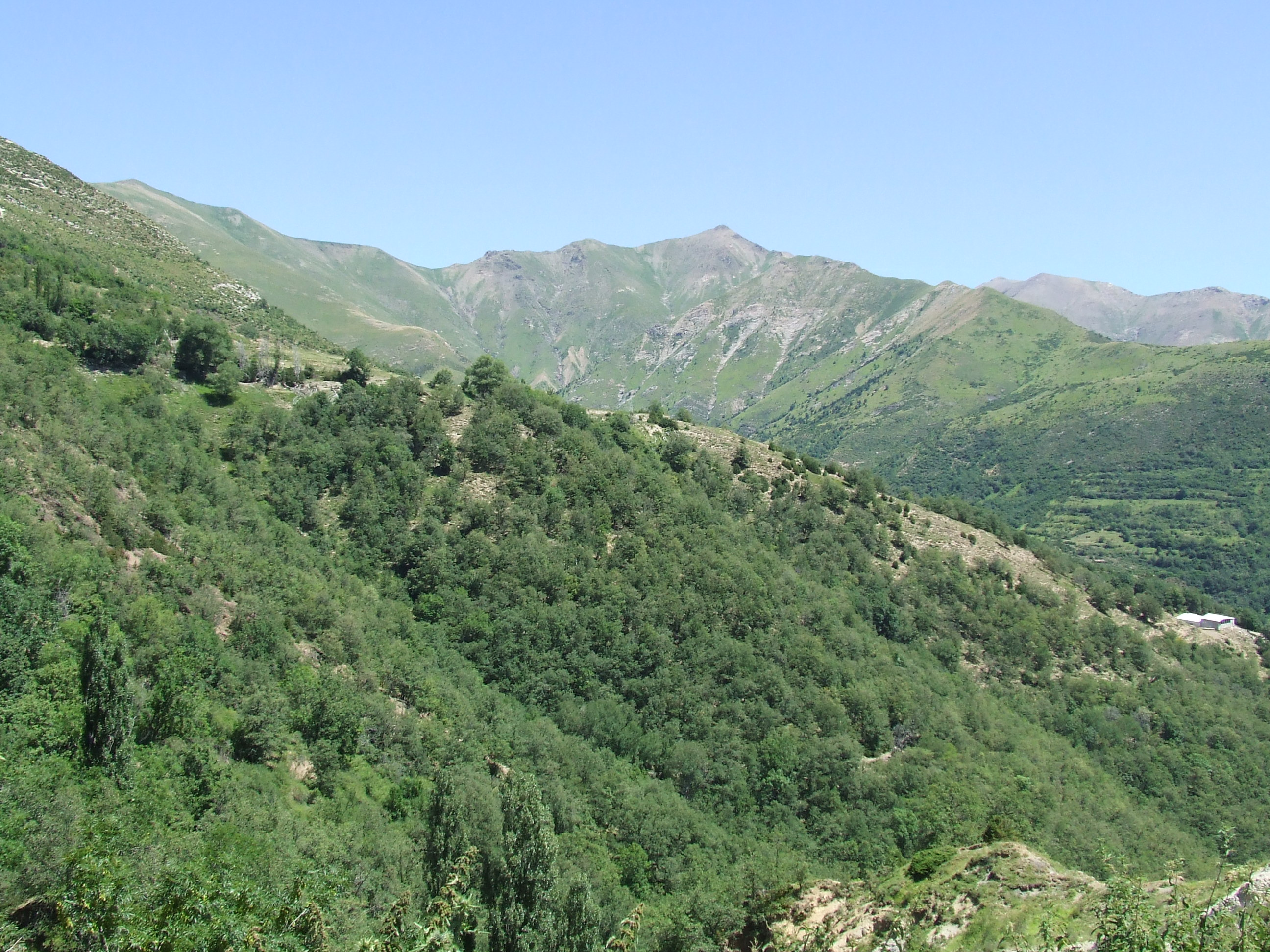
Capçalera del barranc de Peranera

El barranc es forma per la unió dels barrancs de les Esplugues i de les Girostes, tots dos formats a les muntanyes que separen Malpàs de Durro, i que pel vessant nord donen lloc a la vall de Mulleres, on hi ha l'Estació d'esquí Boí-Taüll. El barranc de Peranera neix a prop i al sud-oest de l'ermita de Santa Margarida de Peranera, a llevant de la Borda d'Amunt i al nord-est de la Borda d'Avall.
Un cop format, rep l'afluència de diversos barrancs més: per la dreta, el barranc de les Aigües, per l'esquerra el de les Carants, on passa entre Erillcastell i Peranera. Tot seguit per la dreta el de la Fornera, després per la dreta la Canal del Fener i tot seguit per l'esquerra el barranc del Solà, després dels quals arriba a les Mines de Malpàs, després de les quals troba el Pont de Castellars, sota mateix del poble de Castellars, i segueix paral·lelament a la carretera de la Mina.
Poc després passa pel Pont de la Ribera i de seguida arriba al sud-est del poble de Malpàs, on es transforma en el barranc de Malpàs en rebre tot de barrancs per l'esquerra que baixen de la zona dels Vinyals i el Vedat de Pui.
A la part final del seu curs es troben els llocs on hi ha un cert aprofitament dels recursos naturals de la conca d'aquest riu: uns quants horts i prats de ragadiu, i les Mines de Malpàs.

## Etimologia
Rep el nom del poble de Peranera, en terme del qual es forma. També passa a prop d'aquest mateix poble.